# Hakea pendens
Hakea pendens är en tvåhjärtbladig växtart som beskrevs av R.M. Barker. Hakea pendens ingår i släktet Hakea och familjen Proteaceae. Inga underarter finns listade i Catalogue of Life.